# Усама
Усама или Осама (араб. أسامة‎ — уса́маh) — арабское мужское имя, означающее «львёнок», «молодой лев».

## Известные носители
- Усама ибн Мункыз (1095—1188) — средневековый арабский писатель и полководец.
- Усама бин Ладен (араб. أسامة بن لادن‎ — Уса́маh бну Ля́дин) (1957—2011) — глава террористической организации «Аль-Каида».
- Усама Меллули (р. 1984) — тунисский пловец, олимпийский чемпион 2008 года.
- Усама Мусба аль-Хамади (р. 1975) — ливийский футболист, защитник.

## Другое
- Осама — крохотный кратер в Озере Счастья на видимой стороне Луны.